# 기산중학교
기산중학교(機山中學校)는 대한민국 경기도 화성시 기산동에 있는 공립 중학교이다.

## 학교 연혁
- 2007년 1월 8일 : 기산중학교 18학급 설립 인가 (기산동 9-2번지)
- 2007년 3월 1일 : 초대 양청욱 교장 취임
- 2007년 3월 2일 : 개교 및 제1회 입학식(127명, 총 5학급)
- 2008년 2월 14일 : 제1회 졸업식 (1학급 22명 졸업)
- 2008년 3월 2일 : 진로교육 연구학교 운영(화성교육청)
- 2009년 3월 2일 : 독서교육 연구학교 운영(화성교육청)
- 2018년 2월 28일 : 체육관 리모델링
- 2020년 8월 23일 : 야외 농구장 설치
- 2021년 3월 1일 : 제5대 황병렬 교장 취임
- 2022년 3월 1일 : 혁신학교(자율학교) 지정 운영(2022.3.1.~2026.2.28.)
- 2023년 8월 2일 : 교내 방송실 현대화(방송기기 교체, 리모델링)
- 2024년 1월 5일 : 제17회 졸업식(6학급 201명, 총 2,133명 졸업)
- 2024년 3월 14일 : 제18회 입학식(6학급 192명)

## 참고 자료
- 기산중학교 - 한국교육학술정보원 학교알리미